# Urmince
Urmince (deutsch Uerminz, ungarisch Nyitraörmény – bis 1907 Ürminc) ist eine Gemeinde im Westen der Slowakei mit 1381 Einwohnern (Stand 31. Dezember 2024) und gehört zum Okres Topoľčany, einem Kreis des Nitriansky kraj.

## Geographie
Die Gemeinde befindet sich im Mittelteil des Hügellandes Nitrianska pahorkatina, einem Teil des slowakischen Donautieflands, in einer kurzen Niederung am Unterlauf der Bojnianka (Flusssystem Nitra). Das Ortszentrum liegt auf einer Höhe von 180 m n.m. und ist acht Kilometer von Topoľčany entfernt.
Nachbargemeinden sind Nemčice im Nordosten, Chrabrany im Osten, Ludanice und Horné Obdokovce im Süden, Horné Štitáre im Westen und Veľké Dvorany im Nordwesten.

## Geschichte
Der Ort wurde zum ersten Mal 1156 schriftlich erwähnt. 1828 zählte man 67 Häuser und 1428 Einwohner, die von Landwirtschaft und Weinbau lebten.
Bis 1918 gehörte der im Komitat Neutra liegende Ort zum Königreich Ungarn und kam danach zur Tschechoslowakei beziehungsweise heute Slowakei.

## Bevölkerung
| Jahr                | 1994 | 2004    | 2014    | 2024    |
| ------------------- | ---- | ------- | ------- | ------- |
| Anzahl der Personen | 1370 | 1389    | 1414    | 1381    |
| Unterschied         |      | +1,38 % | +1,79 % | −2,33 % |

| Jahr                | 2023 | 2024    |
| ------------------- | ---- | ------- |
| Anzahl der Personen | 1401 | 1381    |
| Unterschied         |      | −1,42 % |

Nach der Volkszählung 2011 wohnten in Urmince 1408 Einwohner, davon 1392 Slowaken, zwei Tschechen und jeweils ein Pole und Ukrainer; drei Einwohner gehörten zu einer anderen Ethnie. Neun Einwohner machten diesbezüglich keine Angabe. 1317 Einwohner bekannten sich zur römisch-katholischen Kirche, elf Einwohner zur evangelischen Kirche A. B., vier Einwohner zur griechisch-katholischen Kirche und ein Einwohner zur orthodoxen Kirche. 48 Einwohner waren konfessionslos und bei 27 Einwohnern wurde die Konfession nicht ermittelt.

## Bauwerke
- römisch-katholische Erzengel-Michael-Kirche